# Diriangén
Diriangén, Dirian (hombre de los altos o las alturas), gen (señor), que en lengua Otomangue corresponde a Diriatzin (Señor de los Dirianes) fue un rey amerindio de Nicaragua perteneciente a uno de los grupos de cultura y habla chorotega que habitaban la región en el territorio llamado Nueva Manquesa por los conquistadores españoles. Sus dominios se extendían desde Diriá (actual departamento de Granada) hacia Diriamba (actual departamento de Carazo) hasta el río Ochomogo (actual departamento de Rivas), en los límites del Cacicazgo de Nicarao. 
Es considerado por algunos historiadores como Padre de la Patria Nicaragüense.

## Nacimiento
1497... Nyhuti. Sonrió al oír la noticia, lo primero que hizo fue entrar a la choza y ayudó a limpiar y envolver al niño, acarició a su hijo en la frente y le dijo: Gracias, hoy hay nuevo Teyte diriam.
En la dimensión del tiempo, testigo de los aconteceres, se sucedieron cempuales tras cempuales, las lluvias y los períodos secos, el vendor de los campos la quietud del verano, el niño rey ya tenía muchas lunas y años de crecido, ya corría en los patios y campos, su nombre. Dirianghen (el dirian = de las selvas altas, de Diriambán; ghen = del lugar de los dirianes).

## Hombre guerrero
Diriangén fue entrenado con especial cuidado para dominar las cosas relacionadas con la guerra. Manejaba con singular maestría el garrote de recia madera erizada de dientes de obsidiana o  pedernal y era el mejor de su tribu arrojando macanas o lanzas.
Desde muy joven conquistó el rango de Hombre Guerrero permitiéndosele llevar rapada la cabeza con un mechón central sobre la coronilla, símbolo que lo señalaba como valiente guerrero, logrando ser admirado por todos, inclusive por sus enemigos Nahuas, Maribios y hasta los lejanos Matagalpas y Misquitos.
En feroces batallas enfrentó a los niquiranos, sus rivales más acérrimos, cuyos pueblos estaban asentados en Masaya, Masatepe, Xilotepelt, Ochomogo y Mecatepe y quienes por sus múltiples victorias lo llamaron Diriangén, que significa Gran Señor de los dirianes, de los hombres que viven en los lugares altos.
Cuando los asuntos de su tribu se lo permitían bajaba a pescar a las aguas de la (laguna de Apoyo) cerca de Diriá.

## Primer acto de rebeldía indígena
En abril de 1523, cuando el explorador español Gil González de Ávila llegó a la llamada región de Nochari, integrada por las comunidades de cultura náhuatl de Ochomogo, Gotega, Mombacho, Morati y Nandapia, Diriangén se presentó en Gotega con un suntuoso cortejo, formado por cinco trompeteros, quinientos hombres que llevaban pavos y diecisiete jóvenes mujeres cubiertas de patenas de oro y con hachas también de oro. Diriangén no aceptó el bautismo que le propusieron los españoles, sino que prometió volver en tres días.
Al mediodía del sábado 17 de abril de 1523, el monarca indígena se presentó al frente de un grupo de cuatro mil guerreros dirianes y nagrandanos, con los que atacó a los españoles, que tuvieron que retirarse hacia el sur, a los dominios del cacique Nicarao.
Esta acción bélica de Diriangén es considerada como la primera manifestación de rebeldía contra la conquista en lo que sería la llamada "Provincia de Nicaragua y Costa Rica". Tenía 27 años cuando enfrentó por primera vez a los españoles.
La lucha de Diriangén sólo había iniciado pues la renuncia a los dioses tutelares exigida por los españoles fue suficiente motivo para que decidiera luchar contra ellos; aunado a la obediencia aparente al rey de España de parte de los reyes Nicarao y Nicoya; quienes luego se aliaron con Diriangén en la lucha contra los conquistadores.

## Relato apócrifo
En 1684, el Maestre Juan de Ocampo y Fray Nemesio de la Concepción Zapata, de la Orden Franciscana, en su obra Los Caciques Heroicos escribieron una crónica en la que describen los sucesos de la última lucha de Diriangén.  Dice el fraile franciscano:
""Después de una penosísima ascensión de cumbres y desfiladeros, saltando grandes desgarrones de la selva inmensa pudo llegar el ejército mandado por Nicuesa Álvarez a ponerse en contacto con los indios. Fue una batalla terrible, tanto más, cuanto que Diriangén se disponía a emprender el golpe que él llamaba final contra los españoles. El ejército de Nicaroguán -como equivocadamente lo llaman-, pasaba de 70 mil hombres. La batalla duró poco más de medio día y el ejército indio fue derrotado."

## Muerte
Diriangén, amante de la libertad y enemigo de la esclavitud y el vasallaje, enfrentó a los conquistadores españoles durante más de seis años, hasta su muerte.
Los historiadores concuerdan en fijar como lugar de su muerte, el sitio conocido como Llano de Cachimba Brava o Valle de Mata Grande, cerca de la desembocadura del río Ochomogo en el Gran Lago de Nicaragua entre los actuales departamentos de Granada y Rivas.

### Leyenda
Según el relato conservado por la tradición oral (lleno de romanticismo pero carente de validez histórica), el último esfuerzo de Diriangén para detener la conquista española se libró en el cerro Apastepe, el actual Casita, al sur del volcán San Cristóbal, al pie de los llanos de Olomega, en el actual departamento de Chinandega.
Diriangén muere al despeñarse desde un punto que alguna versión sitúa en la loma "La Rústica" (hacienda "Bella Vista") y otra versión lo sitúa en el borde sur del cráter menor (Hoyada de Ortiz) del Casita en la cordillera de los Marrabios, de haber sucedido en este lugar, su cuerpo cayó hacia la llanura del pacífico nicaragüense.
La leyenda cuenta que su espíritu sube a los cielos volando en dirección hacia el oeste. El dios Jaguar y el Cacique desafían la muerte para luego reencarnar entre las tinieblas del mundo de los muertos. Según la leyenda los conquistadores buscaron el cuerpo del cacique por todo el lugar, pero lo único que encontraron fue un jaguar.

## Figura histórica
La gesta libertaria de Diriangén está plasmada en el libro "¡Los de Diriamba!" del escritor y poeta Mario Urtecho.
El profesor Héctor Octavio Argüello Molina (fallecido el 29 de diciembre de 2020), fundador de la revista Mankeme, fue un ferviente defensor del Diriagén histórico dedicándole un libro y numerosos artículos publicados en diarios y revistas nacionales.
Según el escritor e investigador Fernando Silva quien fue miembro de número de la Academia Nicaragüense de la Lengua), éste personaje histórico es Macuil Miquiztli, que se traduce Cinco muertes, en la lengua náhuatl hablada en la región, que era en realidad el nombre del monarca indígena que sale al encuentro de los españoles a orillas del Gran Lago de Nicaragua.

## Reconocimientos
La figura y gesta de Diriagén como símbolo de lucha y valor enriquece la vasta herencia histórica y ancestral de la Nación Nicaragüense. Entre los muchos reconocimientos en honor a su memoria, están los siguientes: 
- Escultura "Cacique Diriangén" de Edith Gron situada a la entrada del parque "Las Piedrecitas" en la ciudad de Managua. Fue inaugurada un 17 de abril de 1962 para conmemorar los 350 años de la sangrienta lucha de resistencia de los nativos contra el conquistador español.

- Su efigie apareció en el anverso del billete de cinco córdobas, series A y B de 1991 y 1995, respectivamente. En el reverso estaba la escena de Rafaela Herrera disparando un cañón contra un barco inglés durante la batalla del Río San Juan de Nicaragua en 1762.[6][7]

- Su representación destaca como centro de un conjunto escultórico en el Parque Central que lleva su nombre en Diriá, Granada.

- Monumento en honor a su valentía al inicio de la "Avenida Real Diriangén" en Diriá, departamento de Granada.

- Diriangén Fútbol Club equipo histórico y máximo ganador de campeonatos nacionales en el fútbol nicaragüense.

- Estadio Cacique Diriangén de Diriamba, departamento de Carazo.

- Instituto Nacional Diriangén de Diriamba, departamento de Carazo.

- Instituto Nacional Diriangén de Diriá, departamento de Granada.